# 国立浙江大学西迁
国立浙江大学西迁是指1937年至1946年国立浙江大学因应中日战争而采取西迁办学之措施。1937年7月，抗日战争爆发。为了保障学校的正常运作，国立浙江大学校长竺可桢决定率领全体师生进行西迁流亡办学。1937年9月，国立浙江大学一年级学生开始在浙江的西天目山上课，随后于12月全部迁至浙江建德。而后又经历了第二次迁往江西的吉安、泰和，第三次迁往广西宜山，最终第四次迁至贵州。
国立浙江大学校长竺可桢带领师生举校西迁，历时两年三个月，途经浙江、江西、湖南、广东、广西、贵州六个省区，行程超过2600公里，被彭真称为“文军长征”。

## 浙西时期

### 西天目山
卢沟桥事变后，抗日战争全面爆发。1937年9月14日，庐山谈话散会后，竺可桢校长立即前往浙江西天目山禅源寺，与该寺妙定方丈商议，租借了寺院里的空闲房屋，用作新生的教学和生活场所。经过请示，得到了国民党政府教育部长陈立夫的批准。于9月21日至26日，国立浙江大学的250名新生相继被安置在西天目山禅源寺，随后于27日正式开始上课。竺可桢校长对天目山本就十分熟悉，1936年他曾经三次游历天目山，对这片山水留下了极为深刻的印象。为了确保天目山分校的顺利办学，他派遣学校相关人员前往天目山实地考察，积极协商寺院租借事宜，调查天目山的交通状况，并成立了西天目临时办公室。在国立浙江大学第13次校务会议上，学校决定将大学本部迁至天目山禅源寺，首先在9月20日之前迁移一年级，而二、三、四年级则在双十节前迁至禅源寺。同时，在师资安排上，学校也做了充分考虑，于9月7日聘请了朱庭祜先生为本校天目山分校主任。国立浙江大学在天目山分校实行了导师制度。1937年11月底，学校逐步将天目山分校的师生迁移至建德进行教学。

### 建德梅城
八一三事变后，人们纷纷向南逃难。当时钱塘江大桥还没有修通。:299月26日，大桥修通。:30竺可桢在赴建德梅城考察后，于10月5日召开了国立浙江大学的校务会议，决定将学校迁移到梅城。学校派出人员前往建德，部分房屋得到了落实，解决了用水和用电的问题。到了10月30日，建德校舍的修理工作基本完成，各项准备工作也基本就绪。
11月5日，日军在杭州湾登陆，紧接着于10日，国立浙江大学发布布告，要求学生作好准备，在11月11日、12日和13日这三天通过水路迁移到建德。出发时间定在晚上12点，在江干码头乘船，由大轮拖民船赴桐庐，每次搭载180人，到达桐庐后再换小船前往建德。11月12日下午5点，国立浙江大学二年级学生到达梅城，随后三、四年级学生和学校教职员也按计划进行了迁移。二年级学生被安排在东城乾源当铺住宿，三、四年级学生则分别安排在文庙、严子陵祠和何宅，教员宿舍设在北门林场，而校长竺可桢则住在府前街3号孙宅。学校的总办公厅设在方宅。
到了11月16日，大部分留校人员已经成功撤到了建德。部分图书和仪器也分批运往建德，但由于形势所迫，损失惨重，且大部分书籍未能成功运出。到了11月底，由于严州中学已经解散，国立浙江大学又借用了严州中学第二部作为一年级学生、教职员的宿舍和教室。与此同时，天目山的师生也全部抵达了梅城。国立浙江大学杭州本部协同浙江图书馆将文澜阁《四库全书》一同迁移。国立浙江大学代辦高級工科職業學校、国立浙江大学代辦高級農業職業學校均因西迁而停办。

## 江西时期

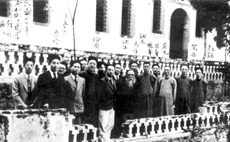
竺可桢等国立浙江大学老师在西迁泰和时的图书馆前留影

1937年底，杭州沦陷，国立浙江大学离开建德，经金华、玉山、樟树，迁往江西吉安、泰和。全程行程752公里，平均每天前进30公里，于次年1月20日前后抵达。与此同时，浙江大學李絜非會同浙江省圖書館的夏朴山负责将文澜阁《四库全书》转运至贵阳。
由于泰和的校舍尚未准备就绪，国立浙江大学在吉安临时安顿。教职员住在乡村师范，家属租用了当地的民房，学生则先后暂住在白鹭洲书院、净居寺和阳明书院。竺校长为方便教学，住在与白鹭洲仅一水之隔的木匠街53号。为了不耽误学业，学校借用当地校舍进行教学，学生们在两周后进行期末考试，然后休息一周，于2月18日迁移到泰和上田继续教学。
泰和澄江镇上田村成了国立浙江大学的临时校址。该村有两座书院，大原书院后来成为了国立浙江大学的校本部，而华阳书院则成为了农学院所在地。村中的趣园和遐观搂成了图书馆和部分教室，萧百万家族子弟的私塾临清书屋则成了校长办公楼。为了弥补搬迁期间的教学损失，各学院增加了课程和实验。尽管遭遇了战乱和物资匮乏，竺校长忙于迁校事务，连家庭都顾及不周，最终夫人张侠魂和次子病逝于泰和。

### 修筑赣江堤防
在泰和期间，了解到每年春夏之交，驻地几乎年年遭受洪水泛滥的困扰，国立浙江大学即与省水利局及县政府三方商议，决定修筑防洪堤。地方出资出劳，国立浙江大学负责技术工作。因当时财力和时局所限，大堤于1938年4月底开工，到6月底完工，历时两个月。修建了全长1.5公里的防洪堤坝。当地人民因此而免受水害，大堤被称为“浙江大学堤”。江边原设有一码头，叫麂山码头，为方便水运，国立浙江大学在原基础上加固加宽修筑成新码头，即“浙大码头”。

### 创立澄江学校
为了给当地儿童和搬迁中的教职工子女提供优质教育，国立浙江大学在上田村萧氏祠堂创立了澄江学校。除了聘请两名专职老师外，其余教师都由各系高年级大学生兼任，这些学生都热心于教学。学校的图书都是借用而来，这大大改善了当时农村小学师资水平低下、设备匮乏等问题。澄江学校为许多当时无法接受教育的农村儿童提供了读书机会，使得他们和搬迁中的国立浙江大学教职工子女一样，享受到了优质教育。

### 开辟沙村垦殖场
到1938年，抗日战争的战火已经迫使许多来自苏、浙、皖等地的民众流离失所，其中一些难民流落到了江西。国立浙江大学与江西省政府商议共同开辟沙村垦殖场，以解决部分难民的住房和生活问题。沙村示范垦殖场利用了沙村附近高垄一带的荒地和乱葬岗，总面积超过600亩。在这片土地上，建立了垦殖场，安置了140名来自战区的难民，共同参与了土地的开垦和耕种工作，实行集体经营模式。

## 广西时期

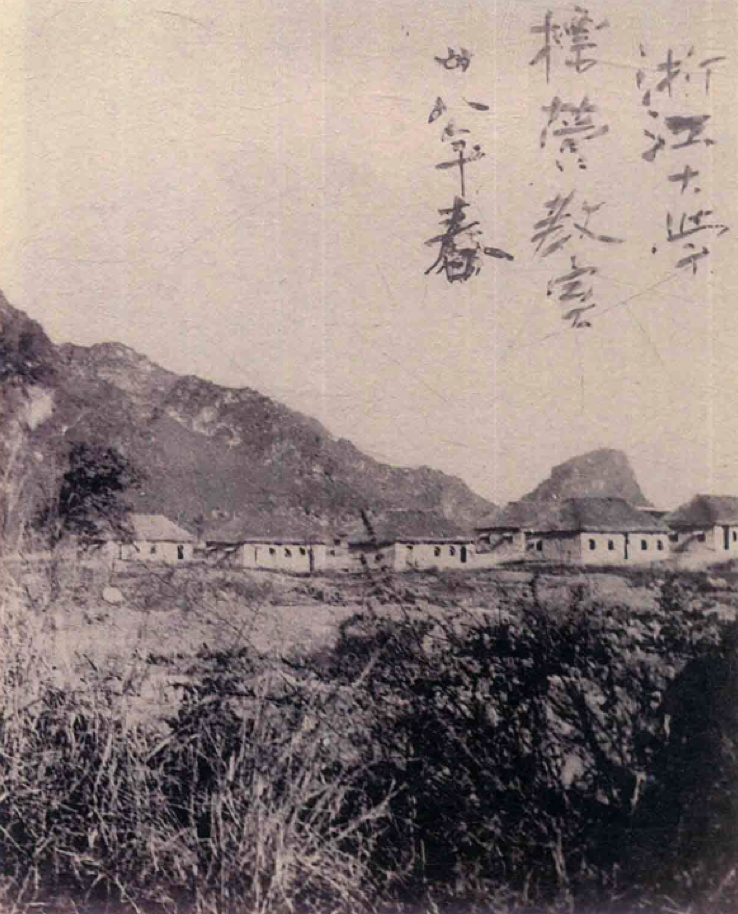
1939年春，国立浙江大学广西宜山标营教室

随着日军在1938年7月占领江西九江，国立浙江大学再度迁往广西。
1938年9月，竺可桢等人乘车经过衡阳、桂林，于25日抵达广西宜山，竺可桢多次与广西大学校长马君武见面，就办校选址和学术交流进行交谈。1938年11月1日，国立浙江大学在宜山标营大草棚餐厅举行开学典礼，竺可桢发表了题为《王阳明先生与大学生的典范》的演讲。他在演讲中介绍了王阳明的生平，强调王阳明不仅是浙江的先贤，而且曾在吉安、宜山等地讲学，为国立浙江大学办学留下了深刻印记。竺校长将王阳明视为国立浙江大学人学习的楷模，赞扬了他倡导的“知行合一”思想，并认为“求是”是王阳明精神的象征。他指出，在现代科学中，“求是”既代表着追求真知灼见，又体现了将知识付诸实践的重要性。
1938年8月，国立浙江大学增设师范学院。1939年8月，竺可桢提出西迁过程中开设附属实验学校。1939年夏将文理学院拆分为文学院和理学院。

### 疟疾疫情
在宜山古城，师生们的生活条件极其艰苦。由于没有电，他们只能使用小油灯照明；学生宿舍和餐厅都是临时搭建的草房；上课时没有桌椅，只能站着听课，用鸡肠带挂块小木板搁腰里记笔记。更为严重的是，许多师生受到恶性疟疾的困扰，仅在1938年10月至12月初就有200多人患病，其中一名一年级学生甚至因此去世。

### 日军轰炸

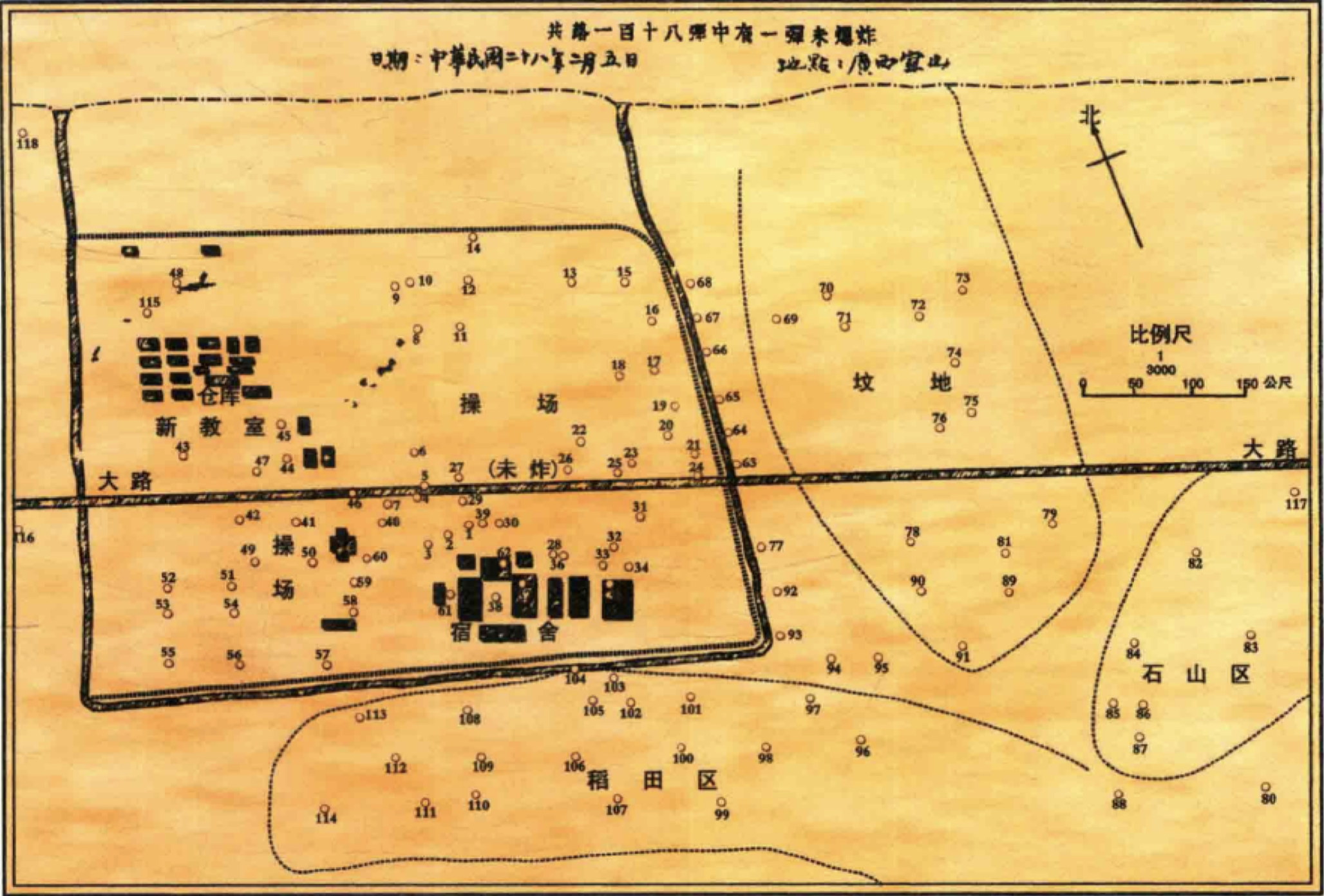
1939年2月，国立浙江大学在广西宜山遭日军轰炸落弹分布图

1938年10月21日和25日，广州和武汉相继失守后，日本军机的骚扰和轰炸变得更加频繁。师生们的正常教学活动受到了严重威胁。1939年2月5日，竺校长等人前往太平乡慰问难童时，宜山标营上空有18架敌机盘旋，投掷了118枚炸弹，导致国立浙江大学宿舍8间、大礼堂1座、教室3座14间被毁，办公室、体育室、阅览室等也被毁烧，唯一的一架钢琴也毁于一旦。

### 校训校歌
1938年11月，竺可桢在广西宜山通过校务会提出了以“求是”作为国立浙江大学的校训。他在日记中写道：“决定校训为‘求是’两字，求是来源于王阳明的文字‘君子之学，岂有心于同异，唯求其是而已。’”竺可桢提议并决定以“求是”为校训后，邀请马一浮撰写校歌歌词，并请中央音乐学院的应尚能教授谱曲。第二年的8月14日，在柿花园，竺可桢邀请各院院长以及回声歌咏队等进行了校歌的试唱。1940年春季开始，开始传唱校歌。

## 贵州时期

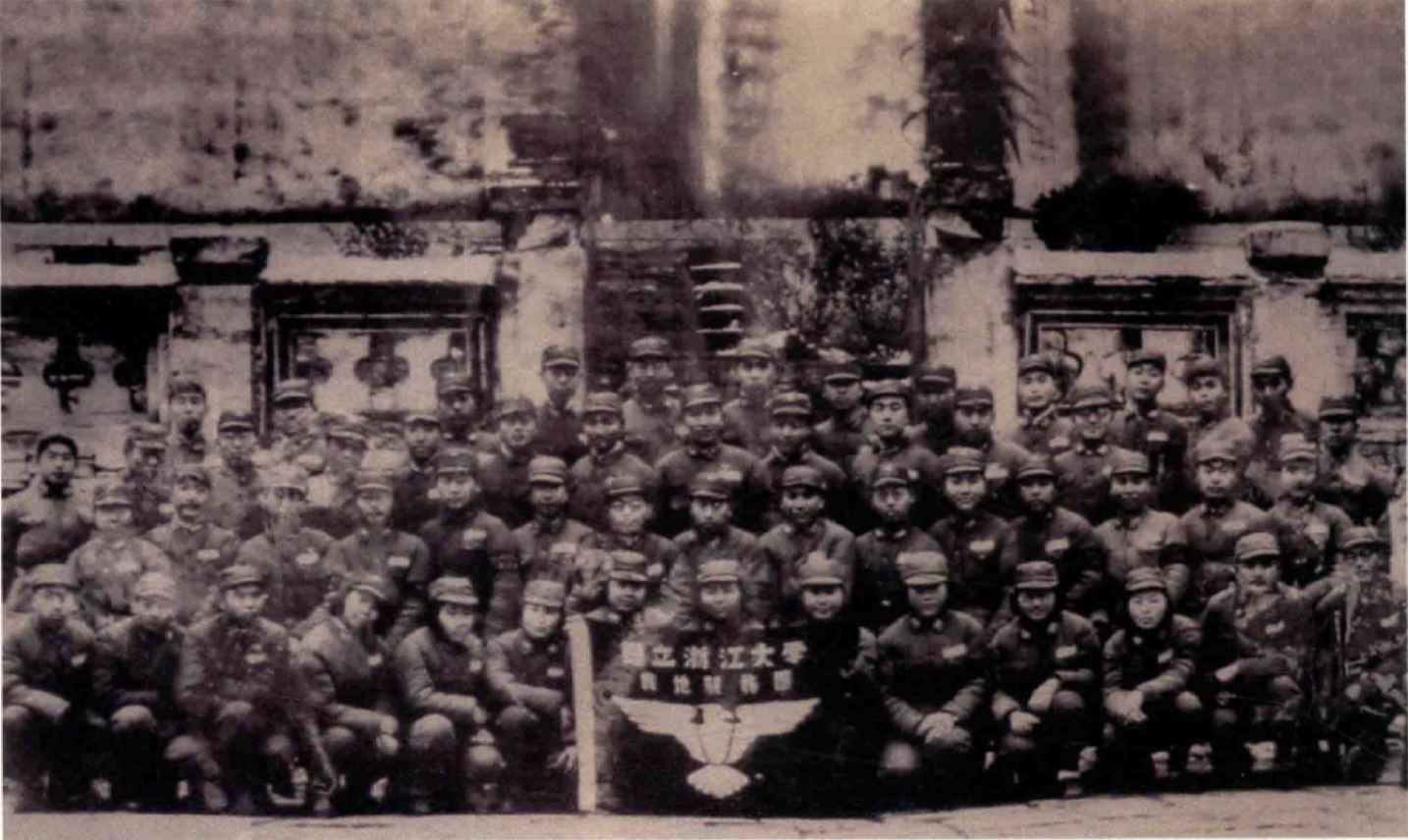
1945年国立浙江大学战地服务团在贵州青岩合影

1939年2月，竺可桢校长来到贵阳，与当时的贵州省主席吴鼎昌商议，准备将国立浙江大学迁至云南的建水或贵州的安顺。在商议过程中，恰逢湄潭在贵阳工作的陈世贤、宋麟生两人，他们力劝竺校长将国立浙江大学迁至湄潭。竺校长听取了两人的介绍后，便前往湄潭进行考察。湄潭县县长严溥泉曾在江苏任职，得知竺校长来湄考察后非常高兴，亲自召集各界人士组织了21个团体，热烈欢迎竺校长的到来，并表示愿意提供湄潭最好的房舍供国立浙江大学师生选择。

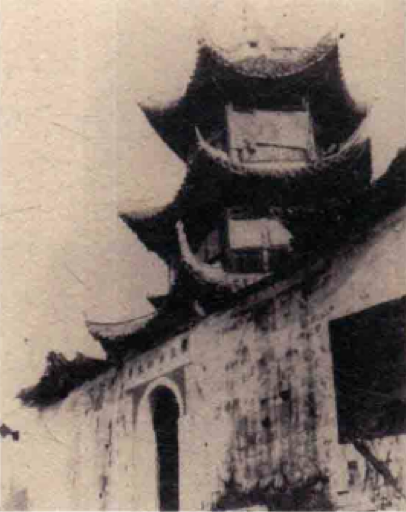
1940年代国立浙江大学永兴分部校门

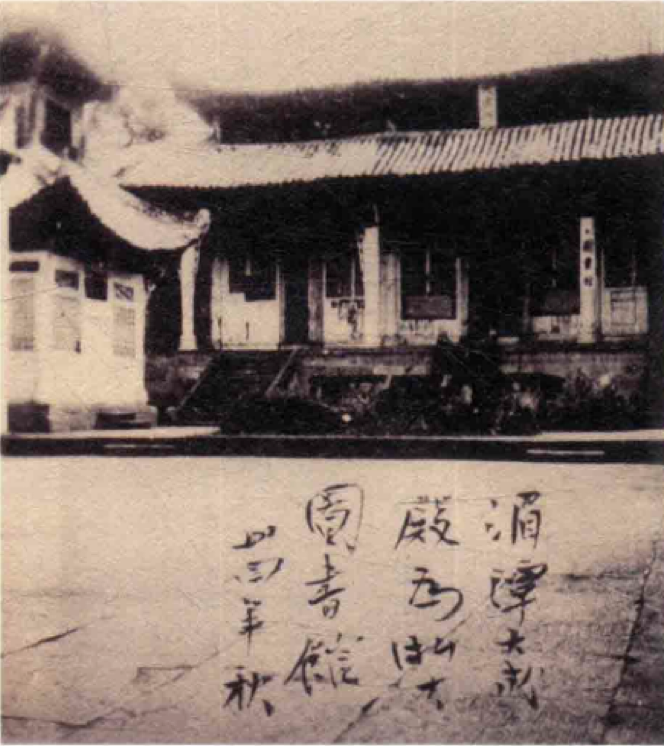
1945年秋湄潭文庙国立浙江大学图书馆

1939年11月，随着广西南宁陷落，国立浙江大学迁往贵州，总部设在遵义子弹库，并在湄潭设立分部。在遵義的又校本部、文學院、工學院，在湄潭的则有理學院、農學院，師範學院则在两地均有部分。1940年1月，国立浙江大学在贵阳南青岩设立一年级分校。1月16日，竺可桢从贵阳抵达遵义，受到全城绅士的热烈欢迎。由于遵义至湄潭的公路尚未完工，国立浙江大学只好暂时在遵义安排房舍，并派遣理学院院长胡刚复、农学院院长蔡邦华前往湄潭筹划迁校事宜。到了6月，国立浙江大学农学院师生陆续迁至湄潭，6月10日正式开学上课。随后，竺校长与胡刚复、费巩教授于9月22日来到湄潭，次日前往城北20公里的永兴场察看了江西会馆、三楚会馆、四川会馆、南华宫等地，决定将滞留在贵阳青岩的一年级迁至永兴，理学院及师范学院理科也迅速迁至湄潭县城。1940年，国立浙江大学实验学校和湄潭中学合并，在湄潭成立国立浙江大学附属中学。
在遵义期间，国立浙江大学发展为全国性大学，學生來自各省，各學院均出版硏究專刊，出版有《国立浙江大学文學院集刊》《浙江學報》《思想與時代》等刊物。1944年10月，英国学者李约瑟访问位于贵州的国立浙江大学，并在《自然》上发文将国立浙江大学称为中国最好的四所大学之一，并赞誉为“东方剑桥”。在湄潭工作和学习过的中国科学院、中国工程院院士达45位。竺可桢、苏步青、王淦昌、谈家桢、贝时璋、卢鹤绂、陈建功等世界知名科学家的主要论文在湄潭完成。

### 倒孔运动

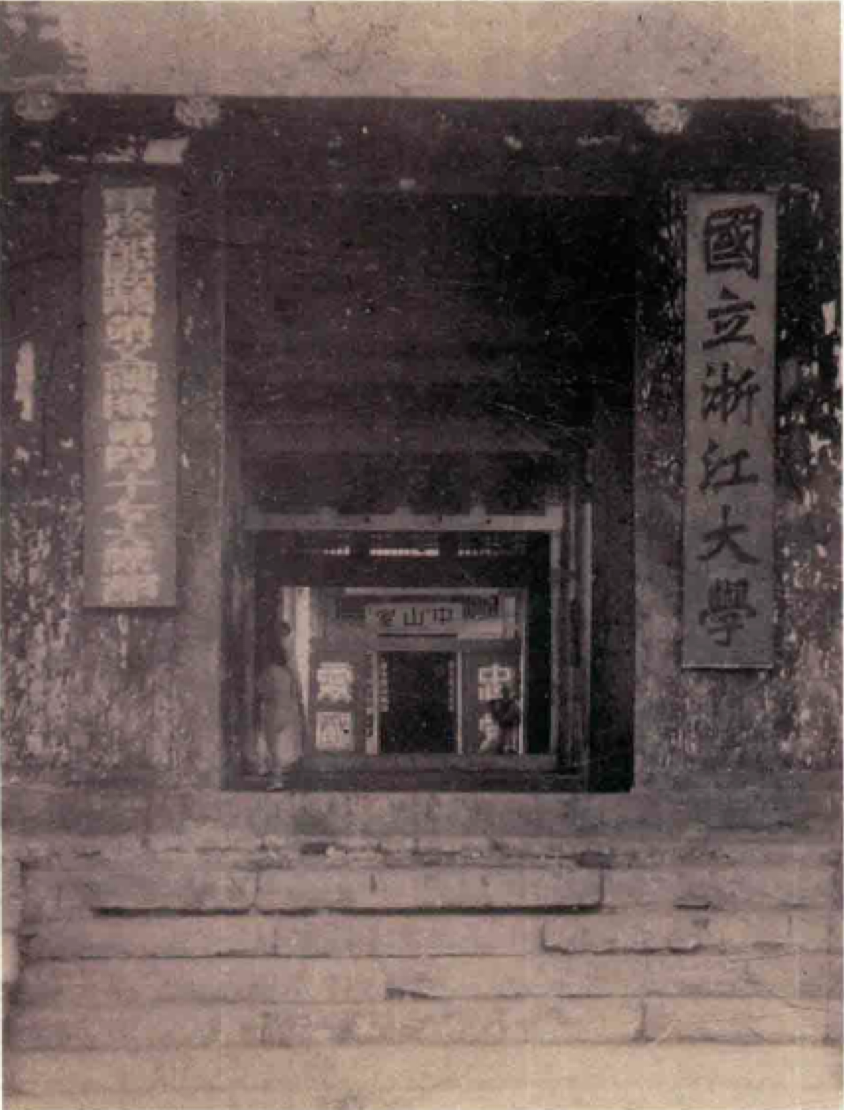
国立浙江大学遵义子弹库校总部

1941年12月22日，《大公报》发表社评《拥护修明政治案》，披露了香港沦陷之际，“逃难的飞机竟装来了箱笼老妈与洋狗”的丑闻，还揭开了外交部长郭泰祺国难当头竟以巨额公款买私人豪宅的黑幕。此文一出，蒋介石当天就罢免了郭泰祺。:93孔二小姐的丑闻引发了昆明、遵义等地大学生反对孔祥熙的学潮。
1942年1月12日，一位姓王的国立浙江大学学生收到了由西南联大寄出的《反孔传单》，内容夸大了“飞机运狗”和“香港要人”的情节，澄清了反孔之党“是领导抗战到底的党，拥有英明的领袖和革命的三民主义，更有广大的党员。但我们不能否认，党内也存在着不少腐化的份子，腐蚀了党的纯洁性。这些败类必须加以肃清，这是全体国民党党员的责任”。宣传口号是：“燃起五四火把，铲除贪官污吏”。这份宣传品在学生之间传阅后，经过了三天的酝酿，国立浙江大学学生于1月15日晚上在学校召开了学生自治会，讨论了反孔工作的步骤，决定了开会的时间和地点。
游行进行时，国立浙江大学学生一边举行公开演讲，一边大量散发名为《除孔宣言》的传单，并在校园内张贴了联大昆明来函。当国立浙江大学学生进行游行时，军警出于与校长竺可楨的默契，并不清除标语、收缴传单和驱散聚众，也并未进入校园。游行结束后，国立浙江大学遵义校区的学生在公共体育场召开了开倒孔大会，会议决定了三个主要议题：组织除孔委员会、扩大宣传与联系各方、以及向蒋委员长发电。参加大会的人数约有三百余人。会议于上午11时结束，学生们返回学校，下午的课程如常进行。
针对此事，18日，国立浙江大学发布了通告，宣布四人记大过，二人被开除学籍。自首者暂不对他们做出处分。最终，教育部同意了原国立浙江大学校方的决议。

### 费巩失踪
1945年3月，国立浙江大学教授费巩准备前往位于重庆北碚的复旦大学讲学。3月5日凌晨，国立浙江大学学生邵全声搬运行李之后，寻遍渡船也未见同行的费巩教授。当日下午，邵全声致电复旦大学，办公室秘书称费巩已经到校，但数日后委托复旦学生捎带行李时，发现查无此人。竺可桢3月14日知道消息后，恐费巩因签名《陪都文化界对时局进言》而被特务机构监禁，开始到监察院、行政院、重庆卫戍司令部、蒋介石侍从室等处查问，复旦大学、国立浙江大学学生也罢课抗议，重庆四十多名留美教授致信魏德迈，引美国侦探与中美合作所介入寻人无果。实则费巩先是被绑架羁押于重庆卫戍司令部，后转移到中美合作所军事禁区内的杨家山，关押期间每日痛骂国民党政府，被杀后被投入住满硝镪水的化学池毁尸灭迹，尸骨无存。

### 参与接收台湾大学
1945年9月，日本战败。国立浙江大学教授罗宗洛奉命前往台湾接收台北帝国大学，并邀请同样具有留日背景的国立浙江大学农学院蔡邦华院长及数学系陈建功、苏步青教授三人一同前往。陈建功、蔡邦华、苏步青三人因此分别成为国立台湾大学首任教务长、农学院院长、理学院院长。罗宗洛返回重庆述职争取经费、陈建功担任总务长代理校务期间，因本省籍医师转聘问题引起台大医院罢诊事件。

## 龙泉分校

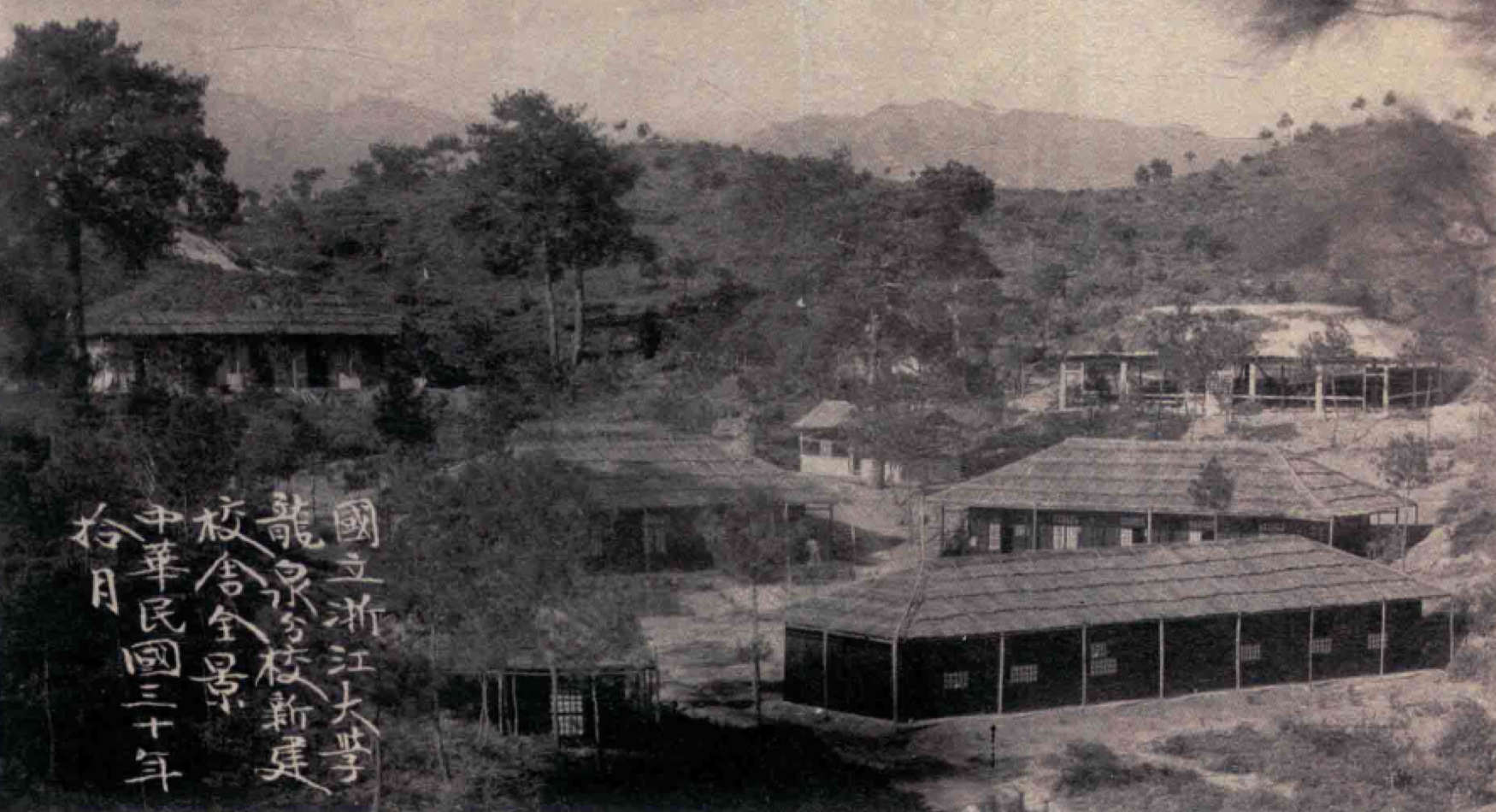
国立浙江大学龙泉分校新建校舍远景

因战争原因，浙江、福建、上海、安徽一带的青年学生许多并不能前往西南地区求学。1939年2月，竺可桢从广西宜山派出派教务长郑晓沧、史地系教授陈训慈返回浙江创办分校。龙泉坊下村乡绅曾水清听闻国立浙江大学来办学，让出自家新屋。1939年7月，国立浙江大学在丽水龙泉芳野曾家大屋开办分校，服务由于经济与交通问题无法前往内地升学的同学。1941年元旦集会时，郑晓沧提议将坊下村称为改名“芳野”，英文名，遂成正式地名。1941年，随着学生的增多，龙泉分校在曾家大屋北侧1公里的石坑垅村建设8座用松树皮作瓦的木屋，并在其中创设师范学院，还将文学院迁移到村中。

## 返回杭州
1945年10月，龙泉分校师生率先启程回杭，11月在杭复课。1946年5月7日遵义总校回杭，改遵义校址为留守处。由遵义往杭州，经贵阳、玉屏出贵州，后经停长沙领取联合国善后救济总署之难民证，得享基本食宿与免费车船搭乘之待遇。迁回杭州后，学校还在刀茅巷建设建德村、泰和村等教职员住宅群，并将刀茅巷口铁工厂一侧的九间改名芳野村，将上刀茅巷一个园子改称龙泉馆，以纪念国立浙江大学西迁的历史。

## 参阅书目
- 罗卫东. . 杭州: 浙江大学出版社. 2017. ISBN 978-7-308-16894-6.